# Игра судьбы
Игра судьбы (тур. Baht Oyunu) — турецкий романтический комедийный и драматический телесериал производства ARC Film, первый эпизод которого вышел в эфир 15 июня 2021 года на телеканале Kanal D. Главные роли в сериале исполнили Айтач Шашмаз, Джемре Байсел, Идрис Неби Ташкан и Аслы Сюмен. Сериал завершился 17-й серией, которая вышла в эфир 12 октября 2021 года.

## Сюжет
Главная героиня - молодая девушка Ада (Джемре Байсел), с самого детства верила, что всех женщин их семьи коснулось проклятие - если не выйти замуж за свою первую любовь, то не видать потом счастливого замужества. Ада выросла
с двумя тётями и дядей в Бурсе.
Поступив в университет в Стамбуле, Ада встречает свою "первую любовь" - Рюзгара (Идрис Неби Ташкан). Рюзгар приехал в Турцию из Албании. И, для того,чтобы получить гражданство, ему срочно нужно было жениться. Ада, узнав об этом, сама предлагает Рюзгару брак.  В день их третьей годовщины они идут в миграционную службу и Рюзгар получает гражданство. И, через пару дней уходит к коллеге по работе. Ада решает вернуть мужа и не допустить, чтобы проклятие настигло её. Для этого она устраивается в интернет-издательство, где работает Рюзгар.
Пока Ада пытается вернуть Рюзгара, она встречает Бору (Айтач Шашмаз), который становится её начальником.
Бора - трудоголик, который не верит в любовь. Для него  важны только карьера и племянница Элиф. Ровно до того момента, пока в его жизни не появилась Ада.
Аду и Бору ждёт трудное и романтическое путешествие, застрявшее между любовью и верой....

## Актёры и персонажи

### Главные герои
| Актёр             | Персонаж      | Серии |
| ----------------- | ------------- | ----- |
| Айтач Шашмаз      | Бора Догрусёз | 1-17  |
| Джемре Байсел     | Ада Тёзюн     | 1-17  |
| Идрис Неби Ташкан | Рюзгар Акджан | 1-17  |
| Аслы Сюмен        | Тугче Дикман  | 1-17  |

### Второстепенные персонажи
| Актёр           | Персонаж       | Серии       |
| --------------- | -------------- | ----------- |
| Алтан Эркекли   | Зафер Догрусёз | 1-11, 13-17 |
| Ханде Субаши    | Нергис Шахин   | 1-17        |
| Фунда Ильхан    | Белма Догрусёз | 1-17        |
| Тугба Чом-Макар | Ясемин Тёзюн   | 1-17        |
| Аныл Челик      | Али Догрусёз   | 1-17        |
| Озан Даггез     | Эврен Гюн      | 1-17        |
| Ирем Юксель     | Селин Догу     | 1-17        |
| Эмрах Бен       | Аслан Шахин    | 1-17        |
| Сугдем Гёзалыр  | Пирил Калели   | 1-17        |
| Азра Аксу       | Элиф Чамлы     | 1-17        |

### Гостевые персонажи
| Актёр          | Персонаж     | Серии         |
| -------------- | ------------ | ------------- |
| Осман Джавджи  | Джеляль      | 1, 5-7, 13-14 |
| Метин Йылдырым | Бурхан       | 1, 4, 17      |
| Мурат Балджи   | Север Запад  | 8             |
| Мира Атагюль   | Мельтем      | 9-10          |
| Туан Туналы    | Тургут Ашкын | 15            |

## Съёмки
Сериал снимался в Стамбуле. Некоторые сцены были сняты в Бейкозе.